# Доул, Боб
Ро́берт Джо́зеф «Боб» До́ул (англ. Robert Joseph "Bob" Dole, 22 июля 1923, Расселл, Канзас — 5 декабря 2021, Вашингтон, США) — американский политический и партийный деятель, член Республиканской партии, кандидат в президенты США на выборах 1996 года, на которых проиграл демократу Биллу Клинтону.
Участник Второй мировой войны, в горах Италии получил тяжёлое ранение, провёл три года в госпиталях, его правая рука так и осталась парализованной; имел три боевые награды. Получил юридическое образование и степень (университет Уошберна, 1952) и работал юристом.
Сенатор от Канзаса (1969—1996), занимал компромиссную позицию между правым и либеральным крылом республиканцев. В 1985—1996 лидер республиканцев в Сенате. Кандидат в вице-президенты США на выборах 1976 года при действовавшем президенте Джеральде Форде и в президенты США на выборах 1996 года; кандидатом в вице-президенты был Джек Кемп. Оба раза потерпел поражение от демократов (первый раз вице-президентом был избран Уолтер Мондейл при избранном президенте Джимми Картере, второй раз — на второй срок переизбран действующий президент Билл Клинтон). На выборах 1996 года стал старейшим на тот момент политиком, впервые выдвинутым на пост президента. Только спустя четверть века его рекорд превзойдет демократ Джо Байден, ставший в 2020 году кандидатом в президенты в возрасте 77 лет и затем — после победы на выборах — ставший президентом страны в 78 лет.
Доул намеревался сократить налоги и урезать социальные программы, что было воспринято избирателями отрицательно, и лишь упростило Клинтону кампанию; в коллегии выборщиков Клинтон набрал на 220 голосов больше. Доул стал единственным в истории представителем двух крупнейших партий, выдвинутым и в вице-президенты, и в президенты, но не избранным ни на тот, ни на другой пост.
Вдова, Элизабет Доул — также деятель Республиканской партии, бывший министр транспорта и труда США, сенатор от штата Северная Каролина.

## Ранние годы и учёба
Роберт Доул родился в Расселле (Канзас) в семье Дорана Рэя Доула (1901—1975) и Бины М. Доул (урождённой Талбот) (1904—1983). У его отца была небольшая маслобойня. Великая Депрессия, сильно ударившая по Канзасу, заставила семью Доулов переселиться в подвал их собственного дома и сдать дом в аренду. Мальчишкой Доул брался за многие случайные работы в окрестностях Расселла, позднее он продавал газированную воду в местной аптеке. Весной 1941 года Доул закончил городскую среднюю школу и поступил в Университет Канзаса. Как спортсмен, он добился желанного места в канзасской баскетбольной команде «Канзасские сойки» под руководством легендарного тренера Рога Аллена. Также он вступил в братство «Каппа-Сигма», где он позднее был выбран одним из «людей года». Его учёба на юриста была прервана второй мировой войной, после окончания войны и завершения лечения он вернулся к учёбе. В 1948 по 1951 он учился и окончил университет Аризоны, в 1952 получил степень в университете Уошбурна (Топика, Канзас).

## Вторая мировая войнаи лечение
В 1942 Доул вступил в ряды армейского резервного корпуса, предназначенного для последующей отправки на фронт и был назначен вторым лейтенантом Десятой горной дивизии.
В апреле 1945 участвуя в боях в горах Северной Италии Доул был ранен немецкой пулемётной очередью в правую сторону спины. Как описывает Ли Сандлин, солдаты, увидевшие насколько тяжело его ранение, решили дать ему самую большую дозу морфия, какую они когда-либо давали. Они написали его кровью у него на лбу букву «М», чтобы никто не дал ему впоследствии ещё одну дозу, которая, несомненно, оказалась бы для него смертельной. Он провёл 9 часов на поле боя в ожидании эвакуации. Его перевезли в 15-й эвакуационный госпиталь. Срок госпитализации растянулся на 40 месяцев. Около года Доул был полностью парализован. После 7 перенесённых операций к нему вернулась подвижность ног и левой руки, но его правая рука так и осталась парализованной на всю жизнь. (Доул часто держит в правой кисти ручку, чтобы показать, что не может обменяться рукопожатием этой рукой.) Также он лишился одной почки. Полностью выздоровел он только в 1948 году, находясь в армейском госпитале Перси Джонса (Батл-Крик, Мичиган). Там он встретил своих будущих коллег-политиков — Даниэля Иноуи (Daniel Inouye) и Филиппа Харта.
За свою службу Доул был трижды награждён: два Пурпурных сердца он получил за свои ранения, а Бронзовую звезду с литерой V за доблесть он получил за свою попытку помочь раненому и упавшему радисту.

## Политическая карьера
На выборах 1950 года Доул был избран на двухлетний срок в Палату представителей штата Канзас. После выпуска из юридической школы Университета Уошбурн (Топека) Доул был принят в адвокатуру, практику он начал в своём родном городе в 1952 году. В этом же году он стал окружным прокурором, оставаясь на этом посту 8 лет. В 1960 году Доул был избран в Палату представителей Конгресса от 6-го округа, расположенного в центре штата Канзас. В 1962 году его округ был объединён с 3-м округом (на западе штата). Объединённый округ получил название первого избирательного округа и за свою величину (он состоит из 60 районов) получил название «Большой первый». В этом же году Доул был переизбран и ещё дважды переизбирался без особого труда.

### Служба в Сенате

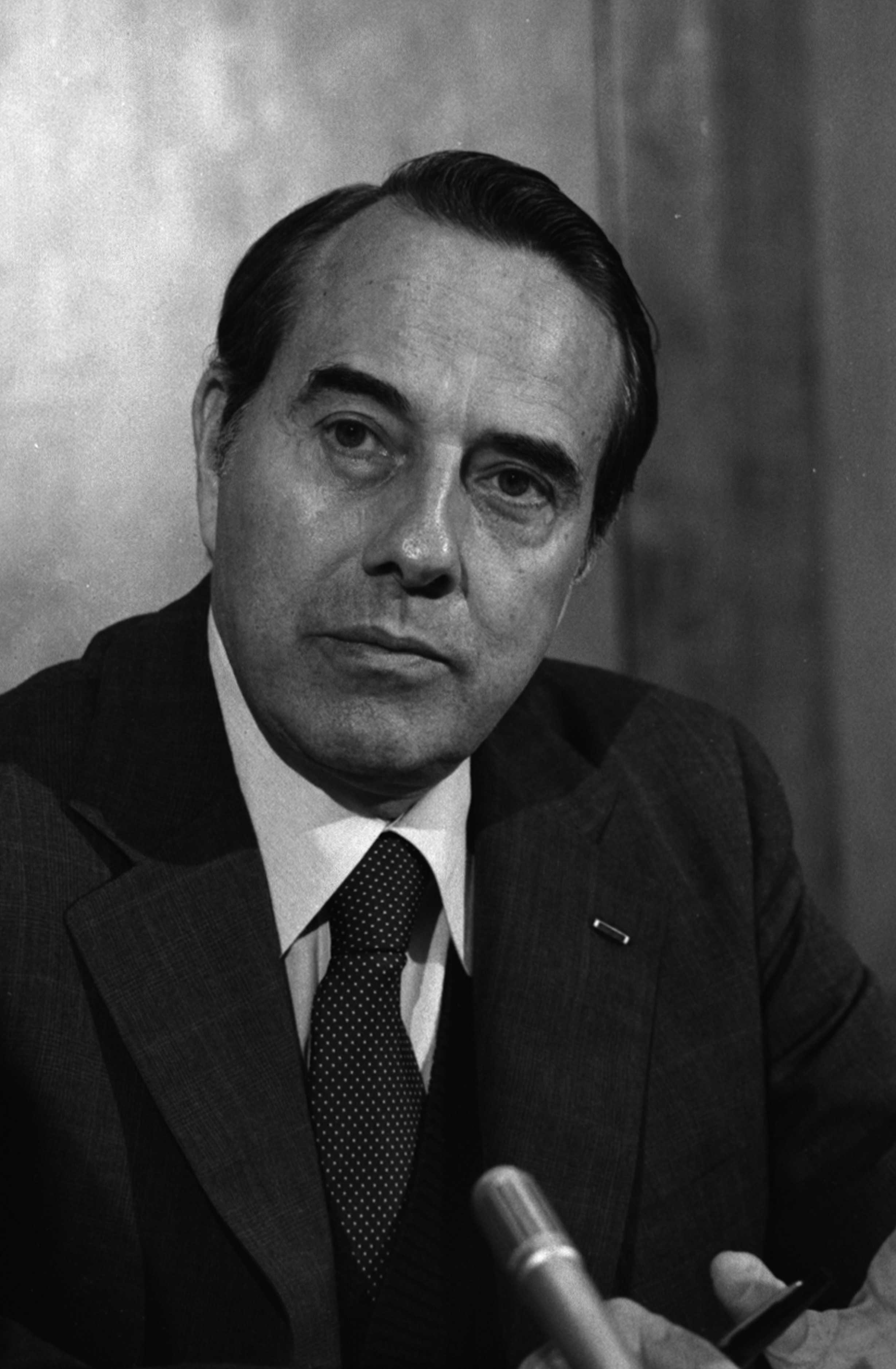
Сенатор Доул в 1982

В 1968 году Доул победил на выборах от республиканской партии губернатора Канзаса Уильяма Авери и после избрания в Сенат заменил сенатора Фрэнка Карлсона, удалившегося в отставку. Доул переизбирался в 1974, 1980, 1986, и в 1992 годах. В ходе перевыборов в Сенат он только один раз (в 1974 году) столкнулся с сильным противником — конгрессменом Биллом Роем, который пользовался большой популярностью в связи с недавним Уотергейтским скандалом. Доул победил с перевесом всего в тысячу голосов, возможно это было связано с появлением рисунка, обличавшего позицию Роя, поддерживавшего аборты. Пребывая в Сенате Доул был председателем Национального комитета Республиканской партии (1971—1973), старшим сенатором-республиканцем в комитете по сельскому хозяйству (1975—1978) и старшим сенатором-республиканцем в комитете по финансам (1979—1980).
По итогам выборов 1980 года республиканцы захватили контроль над Сенатом. Доул стал председателем комитета по финансам (1981—1985). С 1985 года после отставки сенатора от Теннесси Говарда Бейкера и до собственной отставки в 1996 году Доул возглавлял республиканцев в Сенате, он был лидером большинства (1985—1987), (1995—1996) и лидером меньшинства (1987—1995). Следуя совету консерватора Уильяма Кристола Доул решительно отверг план реформ здравоохранения президента Билла Клинтона заявив: «В здравоохранении нет кризиса».
Согласно итогам голосований Доул относился к центристам и рассматривался всеми как один из нескольких республиканцев, заполнявших брешь между центристским и консервативным правым крылом республиканской партии Канзаса. Служа в Конгрессе в начале 1960-х, он вместе с центристами поддержал главные законы о гражданских правах. Когда президент Линдон Джонсон выдвинул идею государства благоденствия, Доул голосовал против некоторых мер по борьбе с бедностью, включая жилищные субсидии и охрану здоровья, таким образом присоединившись к консерваторам, хотя в его первой речь в Сенате в 1969 прозвучал призыв к федеральной помощи для инвалидов. Позднее он присоединился к сенатору-либералу Джорджу МакГоверну с просьбой снизить требования, предъявляемые для некоторых видов федерального продовольствия. Этим он хотел поддержать канзасских фермеров.
Доул выступил как «ястреб» (сторонник жёсткого курса) в вопросах Вьетнамской войны и в вопросах преступности, благодаря чему был на хорошем счету у правого крыла. Когда президент Никсон предложил кандидатуру Доула на пост председателя Национального комитета Республиканской партии, половина сенаторов (особенно центристы) протестовали, так как они опасались, что Доул предоставит преимущества консерваторам. Они оказались неправы так как находясь на этом посту Доул поддерживал все фракции республиканской партии.
Доул часто действовал в интересах армянского лобби и в 1995—1996 годах входил в так называемый Армянский кокус Конгресса США. Он лоббировал законопроекты о признании геноцида армян (1975, 1982 и 1984 годы), эмбарго в отношении Турции (1975, 1977, 1979, 1983 годы), выделение американской финансовой помощи Армении в 1992—1996 годах и непризнанной Нагорно-Карабахской Республике в 1994—1996 годах и принятие антиазербайджанской Поправки 907.
11 июня 1996 года Доул ушёл в отставку, чтобы принять участие в президентской кампании 1996 года.

### Президентские кампании

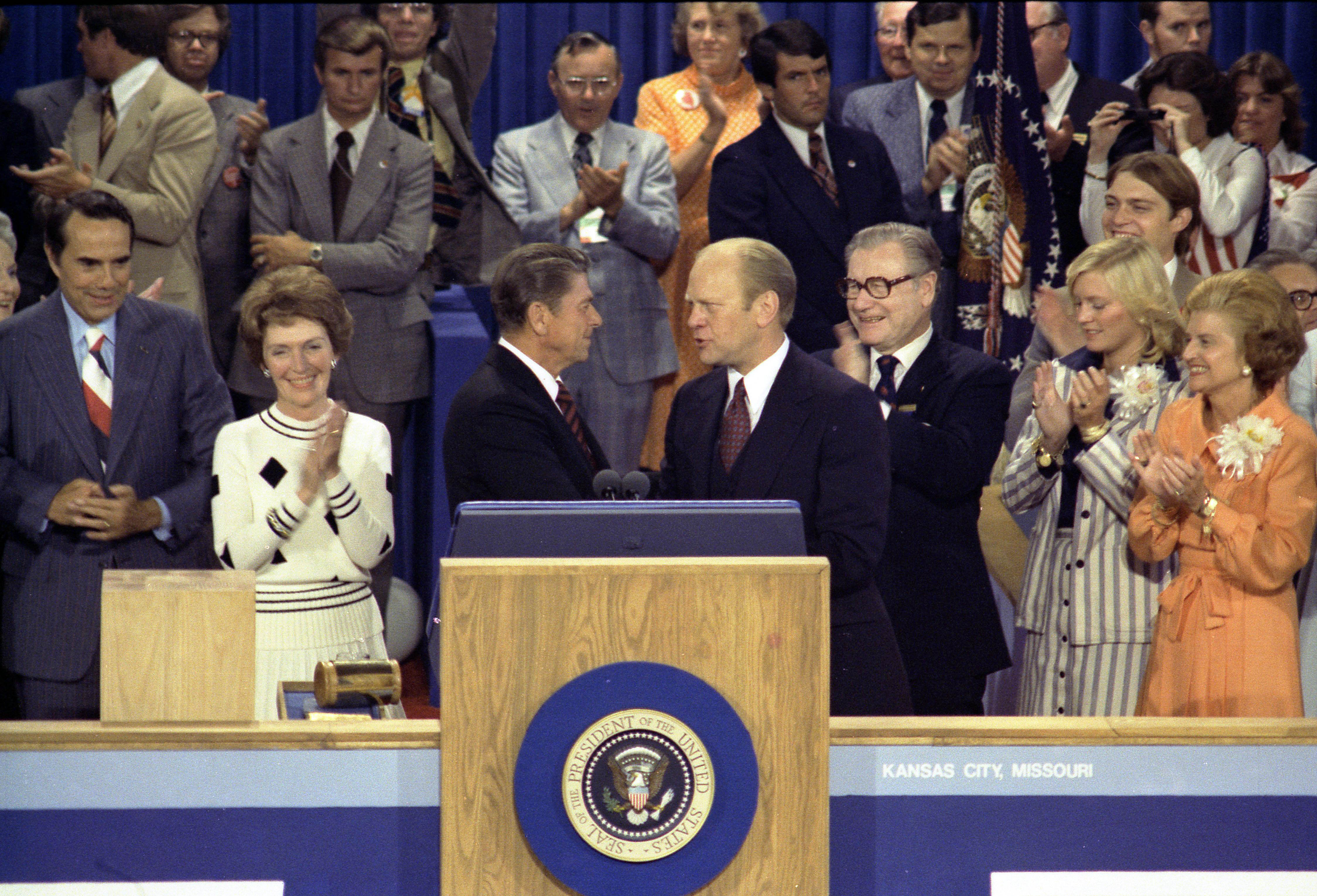
Национальная конвенция республиканской партии-1976. Слева направо: Боб Доул, Нэнси Рейган, Рональд Рейган, Джеральд Форд, Нельсон Рокфеллер, Сюзан Форд и Бетти Форд

В ходе первичных выборов-1988 Доул победил в штатах Айова, Миннесота, Южная Дакота, Вайоминг и в родном штате Канзас

3 ноября 1975 года занимавший пост вице-президента Нельсон Рокфеллер объявил, что рассматривает своё вице-президентство как временное и не собирается баллотироваться на этот пост на выборах 1976 года вместе с президентом Джеральдом Фордом, решившим переизбраться на второй срок. Кандидатом на пост вице-президента был выбран Доул. На дебатах вице-президентов Доул заявил: «Я подсчитал на днях если мы сочтём всех убитых и раненых американцев в войнах, развязанных демократами в этом столетии, то число составит 1,6 миллиона американцев, этого хватило бы чтобы заселить такой город, как Детройт». Это заявление вызвало обратный результат. В 2004 году Доул заявил, что сожалеет о своих словах. В итоге президент Форд проиграл выборы демократу Джимми Картеру, вице-президентом стал Уолтер Мондейл.
В 1980 году Доул баллотировался уже на место кандидата в президенты от республиканской партии. Несмотря на свои успехи в президентской кампании-76 Доул рассматривался как маловероятный кандидат, уступающий не только Рейгану но и Бушу-старшему. На первичных выборах в Нью-Гемпшире Доул получил только 597 голосов (что составило менее 1 %) и незамедлительно снял свою кандидатуру.
9 ноября 1987 года, находясь в родном городе Расселле, он объявил о свой кандидатуре на место кандидата от республиканской партии на выборах 1988 года. На церемонии он предстал с коробкой из-под сигар, которая использовалась для сбора пожертвований на оплату его расходов на лечение от военных ран. Сумма пожертвований, извлечённых из коробки, составила 100 тыс. $. В ходе первичных выборов Доул победил в штатах Айова, Миннесота, Вайоминг и в своём родном штате Канзас. На выборах в Айове главный конкурент Доула — вице-президент Буш пришёл третьим, после телевизионного проповедника-евангелиста Пата Робертсона. Однако на следующей неделе Доул проиграл Бушу на выборах в Нью-Гемпшире. Это поражение стало для Доула особенно горьким, разница между голосами была существенной, хотя по своим взглядам кандидаты почти не различались.
Во время интервью в прямом эфире с нью-йоркским корреспондентом NBC Томом Брокау Доул показал плохую выдержку. Брокау спросил Буша, бывшего рядом с ним, есть ли у него что-либо сказать своему сопернику. Буш ответил: «Нет, кроме пожелания благополучия и новой встречи на Юге». Доул, очевидно, не ожидал увидеть Буша и на тот же вопрос ответил «Да, я хочу чтобы он перестал врать о моих результатах». Он заявил это в ответ Бушу, который обвинял Доула в двойственной политике в области налогообложения. После этого некоторые представители СМИ воспринимали его как сердитого человека внося свою лепту в его сложившийся образ «наёмного убийцы», который сформировался во время его пребывания на посту председателя комитета республиканской партии и кампании 1976 года.
Несмотря на две решительные победы в Южной Дакоте и Миннесоте, на следующей неделе после поражения в Нью-Гемпшире Доул так и смог восстановиться. Многие рассматривали его как микроменеджера, который не смог эффективно наблюдать за ходом своей кампании будучи на посту сенатора. С момента провала в 1987 он не нанял менеджера (бывшего сенатора от Теннесси Билла Брока), который занимался бы только его кампанией, в то время как Буш полностью укомплектовал свою команду. Несмотря на то что Доул для своей кампании собрал почти такую же сумму, как и Буш, кампания Доула требовала много больше в сравнении с расходами соперников в штатах Айова, Нью-Гемпшир, Миннесота и Южная Дакота. Несмотря на ключевую поддержку со стороны сенатора Строма Тэрмонда как и многих сенаторов-республиканцев, поддержавших своего лидера, в начале марте Доул потерпел новое поражение от Буша в штате Южная Дакота. Через несколько дней каждый штат Юга проголосовал за Буша в ходе «супервторника». Другая разгромная победа Буша в Иллинойсе побудила Доула прекратить свою кампанию. Тем не менее Доул пребывал в начале списка кандидатов в вице-президенты при Буше, но тот преподнёс сюрприз политическому сообществу выбрав сенатора от Индианы Дэна Куэйла.
В ходе президентской кампании 1996 года Доул считался лидером среди кандидатов-республиканцев. Ожидалось что он победит и более консервативного сенатора от Техаса Фила Грамма и более умеренного сенатора от Пенсильвании Арлена Спектера. Однако на первичных выборах в Нью-Гемпшире Доул занял второе место после кандидата Патрика Бьюкенена. Ламар Александер, бывший губернатор от штата Теннесси оказался третьим. В выборах также участвовал издатель Стив Форбс, распространяя антирекламу. Всего в номинации от республиканской партии участвовали по меньшей мере восемь кандидатов. Его соперник, действующий президент США демократ Билл Клинтон, не столкнулся с серьёзными противниками на первичных выборах.
73-летний Доул одержал решительную победу, став самым пожилым кандидатом в президенты, баллотирующимся в первый раз. В своей приёмной речи Доул заявил: «Позвольте мне стать мостом в Америку, которую только незнающие [люди] могут назвать мифом. Позвольте мне стать мостом, ведущим в эпоху спокойствия, веры и уверенности в действиях». В ответ на это кандидат от демократической партии и действующий президент США Билл Клинтон заявил: «Мы не должны строить мост в прошлое, мы должны построить мост в будущее». Доул опять столкнулся с финансовыми проблемами: на первичных выборах ему пришлось потратить намного больше, чем он планировал, в то время как национальная республиканская конвенция 1996 года в Сан-Диего натолкнулась на ограничения федеральных властей по поводу средств, расходуемых на кампанию. Он надеялся использовать свой многолетний опыт в проведении процедур Сената, чтобы привлечь максимальное внимание к его многообещающей позиции лидера сенатского большинства против действующего президента, но сенатские демократы смогли поставить его в тупик. 11 июля 1996 он оставил свой пост в Сенате и полностью сосредоточился на кампании, провозгласив: «Или Белый дом или полная отставка». Кандидатом в вице-президенты Доул выбрал бывшего конгрессмена, адвоката Джека Кемпа.
В своей кампании Доул обещал 15%-ное сокращение подоходного налога. На почве партийной конвенции он подвёргся критике со стороны правого и левого крыла республиканской партии. Одним из главных вопросов стало включение поправки о защите человеческой жизни (отмена Верховным Судом права штатов самовольно запрещать аборты). Билл Клинтон поместил рассказ о ранней карьере Доула, описав его как явного клона когда-то непопулярного спикера палаты представителей Ньюта Гингрича. Клинтон предупреждал американцев, что Доул будет работать вместе с республиканским Конгрессом чтобы урезать социальные программы, такие как Медикэр и социальной безопасности. Он дал Доулу прозвище «Доул-Гингрич». Доул также подвергся атаке со стороны Белого дома за свой план по снижению налогов, его обвинили в том, что он «пробьёт дыру в бюджете», дефицит которого сократился наполовину в ходе пребывания Клинтона на посту.
В итоге Доул потерпел поражение от Клинтона на выборах 1996 года. Клинтон набрал 379 коллегии выборщиков, это составило 49,2 % против 159 голосов выборщиков и всего 40,7 % голосов отданных за Доула и 8,4 % отданных за Росса Перо, который равномерно оттянул голоса у обоих кандидатов.
Таким образом, Доул стал единственным в истории обеих партий кандидатом как в президенты, так и в вице-президенты, который не выиграл выборы.

### Деятельность после отставки
После отставки Доул работал в одной из юридических фирм в Вашингтоне, а также занимался писательской деятельностью, давал консультации, выступал на публике и появлялся в телерекламе платежной системы Visa, лекарства Viagra, продуктов питания Dunkin' Donuts и Pepsi. Время от времени он выступал в роли политического комментатора в популярной американской программе-интервью Ларри Кинг в прямом эфире, несколько раз приглашался на программу сатирических новостей комедийного кабельного канала Comedy Central «Ежедневное шоу с Джоном Стюартом». Некоторое время выступал как оппозиционный Биллу Клинтону комментатор в программе «60 минут» канала CBS. На одном из шоу Ларри Кинга он вступил в жаркий спор с отставным генералом Уэсли Кларком, кандидатом в президенты на первичных выборах демократической партии, которому Доул сделал сбывшееся впоследствии предсказание о том, что Кларк проиграет первичные выборы в Нью-Хемпшире (как и остальные выборы).
В начале 1997 года президент Клинтон вручил Доулу президентскую медаль свободы за его военную и политическую службу.
В июле 2003 (что совпало с 80-летним юбилеем Доула) в кампусе Канзасского университета был открыт Институт политики Роберта Дж. Доула. Целью его открытия является вернуть двухпартийную систему в политическую жизнь. [В этой связи] институт выделил таких политических деятелей как бывший президент Билл Клинтон и бывший мэр Нью-Йорка Рудольф Джилиани.
Доул написал несколько книг; в одной из них он собрал шутки президентов США и отсортировал их по уровню юмора.
28 июня 2004 года Советом по вознаграждению служащих-инвалидов Боб Доул был назван «Сияющей звездой настойчивости».
12 апреля 2005 года он выпустил свою автобиографию «История солдата: воспоминания», где описал своё участие в боях и битву за жизнь после получения военных ран.
В 2004 году Доул получил American Patriot Award за то, что посвятил свою жизнь Америке и за службу во время Второй мировой войны.
Доул также запомнился за приверженность делу борьбы с голодом как в США, так и по всему миру. Он участвовал в многочисленных программах, и вместе с сенатором Джорджем Макговерном создал международную программу продвижения школьных завтраков (в рамках международной программы Доула-Макгровера по детскому и школьному питанию, направленной для помощи в борьбе с детским голодом и обеспечению питанием школьников в развивающихся странах). Эта программа привлекла большой интерес и поддержку. В 2008 году Доул и Макговерн выиграли Всемирную продовольственную премию.
Доул являлся специальным советником юридической фирмы Alston & Bird.
18 сентября 2004 года экс-сенатор прочёл вводную лекцию, посвящённую школе общественной службы Клинтона (Clinton School of Public Service) Канзасского университета, в которой он описал свою жизнь жизнь на службе общества и обсудил актуальность общественной службы в вопросах обороны, гражданских прав, экономики и повседневной жизни.
В 2007 году президент Джордж Буш назначил Доула и Донна Шалала сопредседателями комиссии по расследованию проблем армейского медицинского центра Уолтера Рида.

## Личная жизнь

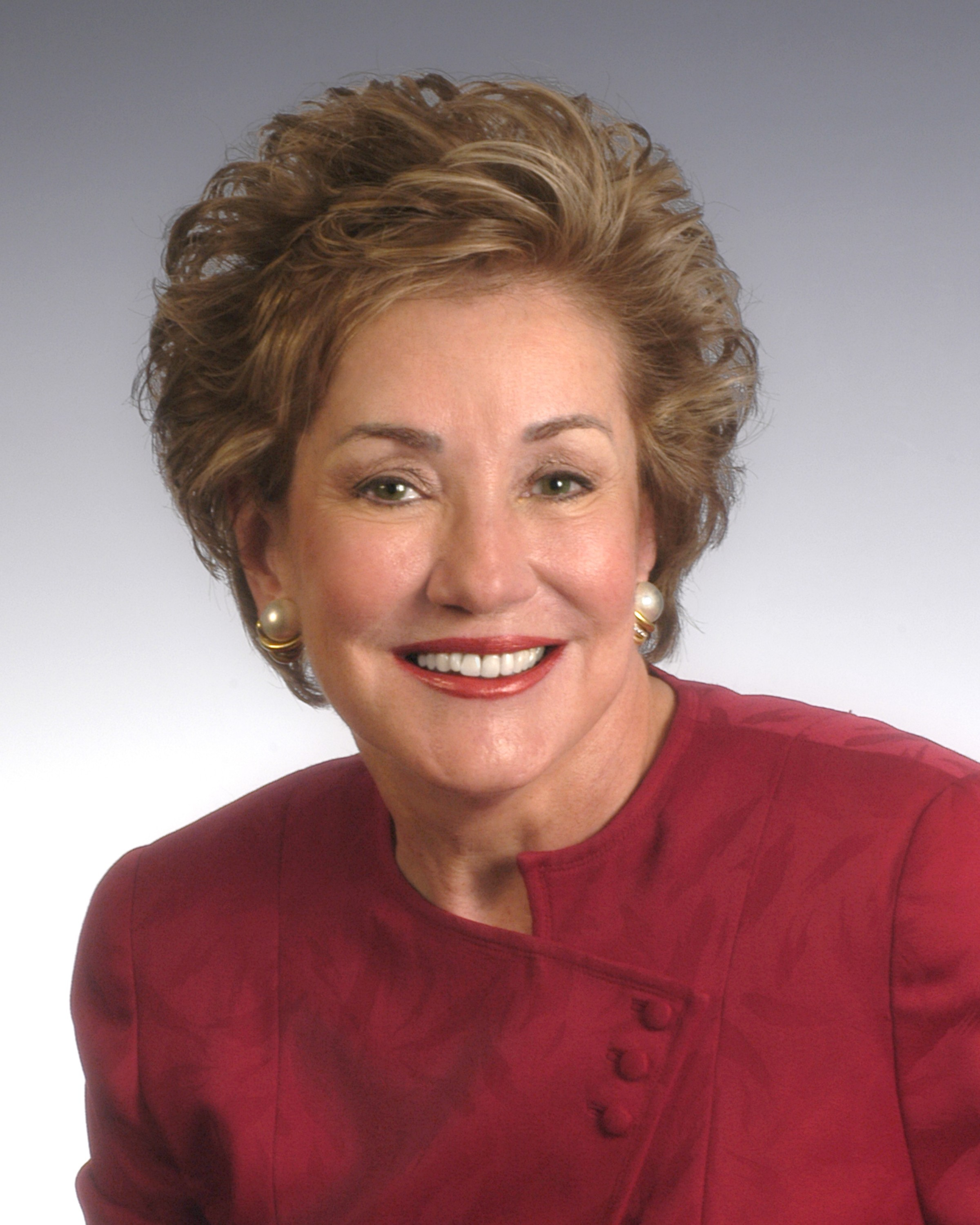
Жена Боба Доула бывший сенатор Элизабет Доул

В 1948 Доул женился на Филлис Холден, работавшей терапевтом в госпитале ветеранов в Батл-Крик, Мичиган. В 1954 у супругов родилась дочь Робин. В 1972 Доул и Холден развелись. В дальнейшем Холден в 1973 вышла замуж за Лу Бьюзика, овдовела в 1978 и вышла замуж в третий раз за свою бывшую школьную любовь Бенджамина Мейси. Она скончалась 22 апреля 2008.
С 1975 Доул женат на Элизабет Доул, урождённой Хэнфорд. Элизабет — бывший сенатор от штата Северная Каролина, с 2002 по 2008. В 2008 она оставила своё место в сенате, проиграв выборы демократу Кей Хейган. В 2000 она безуспешно пыталась стать кандидатом в президенты от республиканской партии.
В 2001 году Доул прошёл успешный курс лечения от аневризмы брюшной аорты. Его лечил известный специалист по венозной хирургии Кеннет Уриель. Доктор Уриель заявил, что «Доул сохранял своё чувство юмора в ходе всего лечения».
В декабре 2004 Доул подвергся операции по замене сосуда бедра, что потребовало введения в организм разжижителя крови. Через месяц после хирургического вмешательства у него произошло кровоизлияние в мозг. Он провёл 40 дней в Армейском медицинском центре имени Уолтера Рида, заявив прессе, что его левая «хорошая» рука теперь плохо слушается хозяина.
В феврале 2021 года Доул сообщил, что у него диагностирован рак лёгких четвёртой степени Из-за негативных эффектов химиотерапии врачи были вынуждены отказаться от неё в пользу иммунотерапии. Доул скончался от болезни во сне утром 5 декабря 2021 года на 98-м году жизни.

## Доул в популярной культуре
В популярной культуре Доул известен своей привычкой говорить о себе в третьем лице и ручкой, которую он носит в парализованной руке. Например, в 1996 на первичных выборах в Нью-Хемпшире Доул заявил: «Вы собираетесь увидеть сейчас настоящего Боба Доула». В апреле обозреватель National Review назвал эту привычку раздражающей. Эта привычка вызвала множество пародий в популярной культуре.
- Доул пародируется актёрами Дэном Эйкройдом и Нормом Макдональдом в вечернем шоу «Субботним вечером в прямом эфире»[26]. Вскоре после поражения на президентских выборах-1996 Доул появился собственной персоной на шоу и раскритиковал Макдональда за создание «олицетворения Эйкройда».
- В комедийном телесериале en:MADtv Боб Доул (роль которого исполняет актёр Дэвид Херман) появляется на выборах-1996 как en:Dolemite.
- В четырнадцатой серии en:Mr. Spritz Goes to Washington четырнадцатого сезона мультсериала Симпсоны республиканская партия Спрингфилда проводит секретное собрание, на котором определяет кандидата в конгрессмены. Все собравшиеся соглашаются с выдвижением кандидатуры клоуна Красти. С этим решением не согласен только Боб Доул, предлагающий собственную кандидатуру. Он восклицает: «Предлагаю кандидата Боба Доула. Боб Доул думает, что Боб Доул. Боб Доул любит говорить с Бобом Доулом о Бобе Доуле. БОБ ДОУЛ!»[27] В седьмой серии Brawl in the Family тринадцатого сезона того же мультсериала Доул посещает другую конференцию республиканской партии Спрингфилда, чтобы вдохновлённо прочитать вымышленную книгу Некрономикон.
- В первой серии восьмого сезона мультсериала Симпсоны (выпущенного за считанные дни до президентских выборов 1996 года) оба кандидата: Доул и Клинтон похищаются инопланетянами. В момент похищения Доул заявляяет: «Бобу Доулу это не нравится!».
- В третьей серии Мистер Гриффин отправляется в Вашингтон третьего сезона сатирического мультсериала «Гриффины» Питер Гриффин отправляясь на переговоры с сенаторами в Вашингтоне встречает Доула, который перед тем как внезапно заснуть заявляет: «Боб Доул — друг табачной промышленности. Бобу Доулу нравится ваш стиль».
- Доул появляется в третьем эпизоде Голова на выборах второго сезона сатирического мультсериала «Футурама» в «уборной для проигравших кандидатов в президенты», заявляя: «Доулу нужна компания. ЛяРуш не прекратит свои шутки со стуком».
- В эпизоде ситуационной комедии Третья планета от Солнца, где Гарри Соломон баллотируется в городской совет, он демонстрирует одному из героев жест «два больших пальца вверх», который часто употребляет Билл Клинтон, после чего тут же начинает говорить о себе в третьем лице и показывает ручку в правой руке. Все это завершается утверждением о том, что он «апеллирует к обеим сторонам» (президентских выборов 1996 года).
- В одной из частей Ночного шоу с Джеем Лено Боб Доул появляется на сцене, представляя свою книгу «Great Presidential Wit» («Великий президентский ум»). Он опровергает заявления сделанные Джеем Лено о том, что употребление Виагры может вызвать слепоту у мужчин. Доул заявляет: «Я знаю немного о виагре… Доул знает немного о виагре» и после этого начинает изображать из себя слепца. В другой части шоу Доул шутливо замечает, что сначала он хотел сниматься в комедийном телесериале Друзья, но после решил баллотироваться в президенты США. Доул замечает: «Доулу надо было остаться с Друзьями».
- В эпизоде мультфильма Джонни Браво присутствует пародия на Доула в виде динозавра, который держит карандаш в правой руке и говорит о себе в третьем лице, называя себя «Т-Рекс».

## Награды
- Президентская медаль Свободы (17 января 1997 года)
- Президентская гражданская медаль (18 января 1989 года)
- Орден Почёта (11 июля 2019 года, Армения) — за вклад в развитие и укрепление армяно-американских дружественных отношений[28].